# Mila Pavićević
Mila Pavićević, née le 4 juillet 1988 à Dubrovnik, est une écrivaine croate.
Elle étudie la littérature comparée et la langue grecque à l’université de Zagreb. Auteur de plusieurs recueils de poésie, elle reçoit le Prix de littérature de l'Union européenne en 2009 pour son recueil Djevojčica od leda i druge bajke (Fille de glace et autres contes de fées).